# Наша родина
Наша родина Движение (на унгарски: Mi Hazánk Mozgalom) е националистическа политическа партия в Унгария. Основана през 2018 г. Неин председател е Ласло Тороцкаи.

## История
Партията е основана през 2018 г. При създаването си партията има около 2 хиляди членове, повечето от които бивши членове на Йобик.
В средата на май 2019 г. партията организира протести срещу циганите в Унгария.
През юни 2019 г. партията обявява че създава паравоенна група наречена „Национален легион“, подобна на Унгарска гвардия (паравоенна група на Йобик, в периода 2007 – 2009 г.).
Отношения с политически организации от България
В периода 23 – 26 март 2019 г. по покана на партията на официално посещение в Унгария са членове от ръководството на партия Възраждане, в което е и унгарецът живеещ в България – Тамаш Секереш.
По време на местните избори в България през 2019 г. председателят на партията Ласло Тороцкай изразява официална подкрепа за кандидата на партия Възраждане за кмет на Варна – Костадин Костадинов.

## Ръководители
|   | Портрет | Име            | Период      | Период   | Продължителност             |
| 1 |         | Ласло Тороцкаи | 23 юни 2018 | настояще | 6 години, 8 месеца и 27 дни |

## Резултати от избори

### Избори за Европейския парламент
| Година на провеждане | Брой на гласовете | Процент от вота (в %) | Спечелени места | Прираст на спечелените места |
| 2019                 | 113 529           | 3,31                  | 0 / 21          |                              |